# Hölvény
Hölvény (szlovákul Hulvínky) Nagysalló településrésze, korábban önálló falu Szlovákiában, a Nyitrai kerület Lévai járásában.

## Fekvése
Lévától 13 km-re délnyugatra fekszik.

## Története
1354-ben "Heluen" néven említik először, nemesi birtok, majd az esztergomi érsekségé. 1418-ban Kanizsai János esztergomi érsek halála után Hölvény Pohoban nevű érsekséghez tartozó földjét a Szobonya család és más barsendrédi nemesek jogtalanul elfoglalták. 1534-ben 10 adózó portája volt. 1601-ben 36 ház állt a községben. 1720-ban 15 adózó háztartása volt. 1828-ban 37 házában 241 lakos élt.
Vályi András szerint „HÖLVÉNY. Hulvinka. Magyar falu Bars Várm. földes Ura az Esztergomi Érsekség, lakosai katolikusok, és többnyire reformátusok, fekszik Báthoz nem meszsze, Nagy Sallónak filiája, határja jó, szőlö hegye, gyűmöltsös fákkal rakva van, fája, réttye is van, legelője elég, piatzozása nem meszsze Báton.”
Fényes Elek szerint „Hölvény, (Hulwinki), magyar falu, Bars vmegyében, 87 kath., 5 evang., 167 ref. lak. F. u. az eszterg. érsek. Ut. p. Léva.”
A trianoni békeszerződésig Bars vármegye Lévai járásához tartozott.
1965-ben Nagysallóhoz csatolták.

## Népessége
1910-ben 394, túlnyomórészt magyar lakosa volt.
2001-ben Nagysalló 2926 lakosából 1771 szlovák és 1035 magyar volt.

## Nevezetességei
- Református haranglába 1930-ban készült.

## Külső hivatkozások
- Nagysalló község hivatalos oldala